# John Bennet (1er baron Ossulston)
John Bennet, 1er baron Ossulston (1616 - 11 février 1695) est un homme politique anglais qui siège à la Chambre des communes de 1663 à 1679. Il est créé baron Ossulston en 1682.

## Biographie
Bennet est le fils aîné de Sir John Bennet de Dawley, Harlington, Middlesex et de sa femme Dorothy Crofts. Il est baptisé le 5 juillet 1616 . Il s'inscrit au Pembroke College d'Oxford le 24 avril 1635, âgé d'environ 17 ans et est étudiant à Gray's Inn en 1636 . En 1658, il hérite de son père du domaine de Dawley à Harlington. Il est fait Chevalier du Bain le 23 avril 1661 lors du sacre de Charles II  et est Lieutenant des Gentilshommes de la garde .
En 1663, Bennet fut élu député de Wallingford lors d'une élection partielle au Parlement cavalier. Il est créé Lord Ossulston, baron Ossulston le 24 novembre 1682 . Ossulston est le nom d'un manoir du comté cérémoniel de Middlesex.
Il soutient la Révolution de 1688 et signe la pétition pour un Parlement libre et la déclaration au prince d'Orange, mais est compté parmi les pairs de l'opposition en 1690 .
Lord Ossulton est mort à l'âge d'environ 78 ans et est enterré à Harlington .

## Famille
Bennet se marie deux fois, avec Elizabeth, veuve d'Edmund Sheffield (2e comte de Mulgrave) et fille de Lionel Cranfield (1er comte de Middlesex) et de sa femme Elizabeth Shepherd. Ils n'ont pas d'enfants. Il se remarie à Bridget Howe, fille de John Grubham Howe de Langar et de sa femme Annabella Scrope, fille d'Emanuel Scrope (1er comte de Sunderland) . Ils ont deux enfants Charles, qui reçoit le titre de comte de Tankerville et Annabella (1682–1698). Bennet est le frère aîné d'Henry Bennet (1er comte d'Arlington).